# خانقاه الواج
 الواج، شهرکی است از توابع بخش مرکزی شهرستان ارومیه و در شهرستان ارومیه استان آذربایجان غربی ایران.

## جمعیت
این روستا در دهستان روضه‌چای قرار داشته و بر اساس سرشماری سال ۱۳۸۵ جمعیت آن برابر با ۱۷۹۰ نفر (۳۸۷ خانوار) بوده‌است.